# Strajk studentów Politechniki Ateńskiej

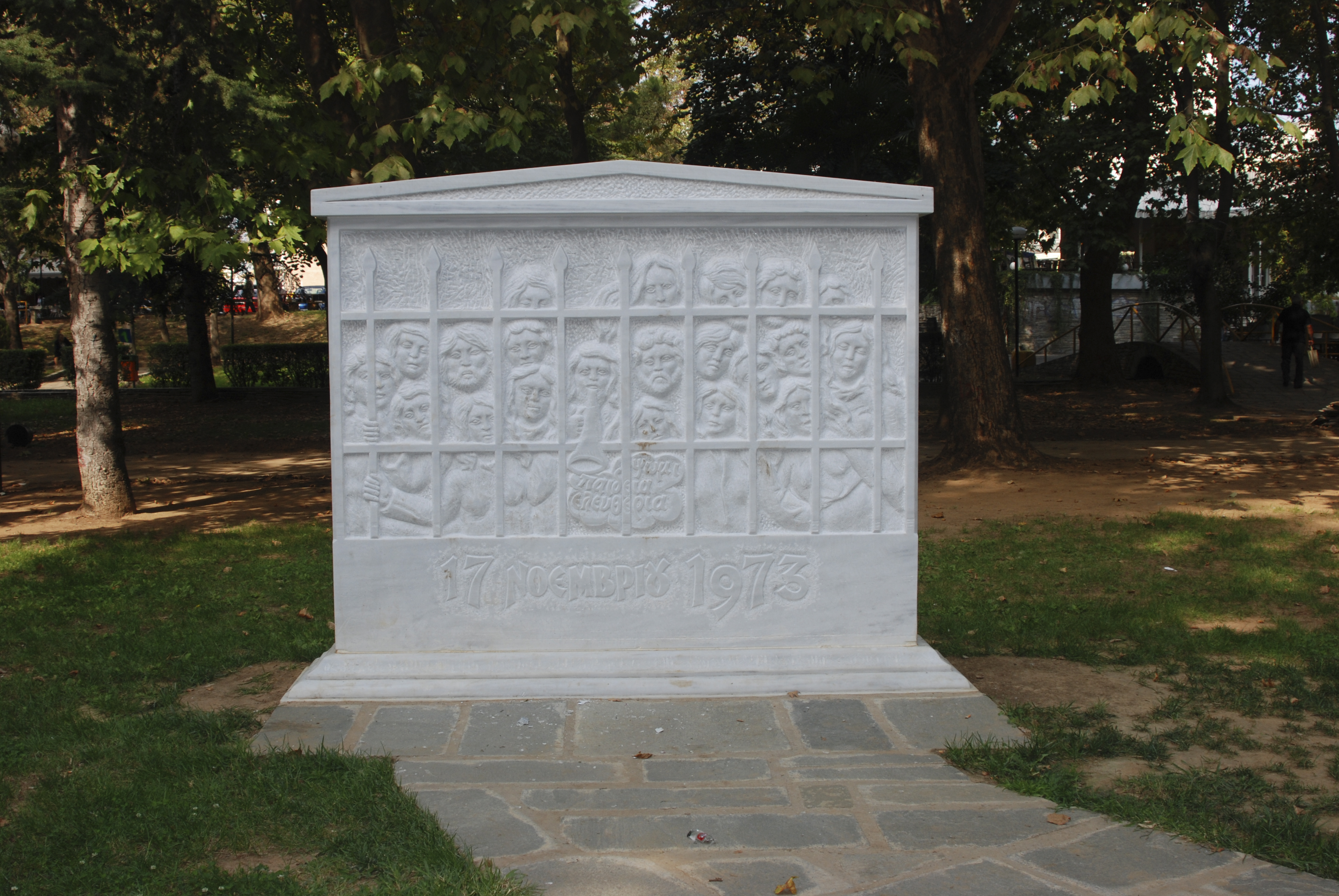
Pomnik ofiar pacyfikacji politechniki, Drama

Strajk studentów Politechniki Ateńskiej – protest studentów Politechniki Ateńskiej przeciwko juncie czarnych pułkowników, trwający w dniach 14–17 listopada 1973. Bezpośrednią przyczyną zajść było aresztowanie grupy studentów obchodzących 5. rocznicę śmierci Jeorjosa Papandreu. Strajk został ostatecznie stłumiony przy użyciu wojska 17 i 18 listopada 1973. Według rozbieżnych szacunków, przedstawianych odpowiednio przez rząd i opozycję, ofiarą pacyfikacji padło od 25 do 200 osób.

## Przebieg protestu
Strajk studentów Politechniki Ateńskiej wybuchł 14 listopada 1973, gdy policja aresztowała kilku studentów Uniwersytetu Ateńskiego za uczestnictwo w nielegalnej demonstracji upamiętniającej 5. rocznicę śmierci Jeorjosa Papandreu. Ok. pięciu tysięcy studentów politechniki rozpoczęło strajk okupacyjny w jej obiektach. Za pomocą posiadanej radiostacji wezwali mieszkańców miasta do strajku powszechnego i obalenia junty. Początkowo policja nie reagowała na wystąpienie.
16 listopada 1973 na ulicach miasta wybuchły zamieszki, organizowane spontanicznie przez grupy młodych ludzi, w czasie których doszło do ataków na policjantów i aktów wandalizmu. Dopiero informacja o tym miała skłonić premiera Spirosa Markezinisa do podjęcia decyzji o stłumieniu strajku przy pomocy wojska. Dowódcą akcji pacyfikacyjnej na politechnice był gen. Dimitrios Joanidis. W nocy z 16 na 17 listopada 1973 budynki politechniki zostały otoczone. Po dwugodzinnych negocjacjach dowodzący wojskami nakazał rozbicie bramy wjazdowej na teren kampusu uczelni i pacyfikację protestujących, podczas której zginęło ok. 25 osób. Opozycja kwestionowała tę liczbę, podawaną przez rząd, twierdząc, że padło nawet 200 ofiar śmiertelnych. Dalsze kilkaset osób zostało rannych, zaś ok. 2400 – aresztowanych.

## Skutki
Wydarzenia na Politechnice Ateńskiej przekonały radykalnie prawicowe skrzydło wśród oficerów greckich o błędności taktyki politycznej obranej przez prezydenta Papadopulosa, opowiadającego się za stopniową liberalizacją reżimu. W nocy z 23 na 24 listopada 1973 został on uwięziony w areszcie domowym, nowym prezydentem został gen. Fedon Gizikis, zaś faktyczną władzę w kraju objął kierujący aparatem represji gen. Dimitrios Joanidis.